# Vallarberget

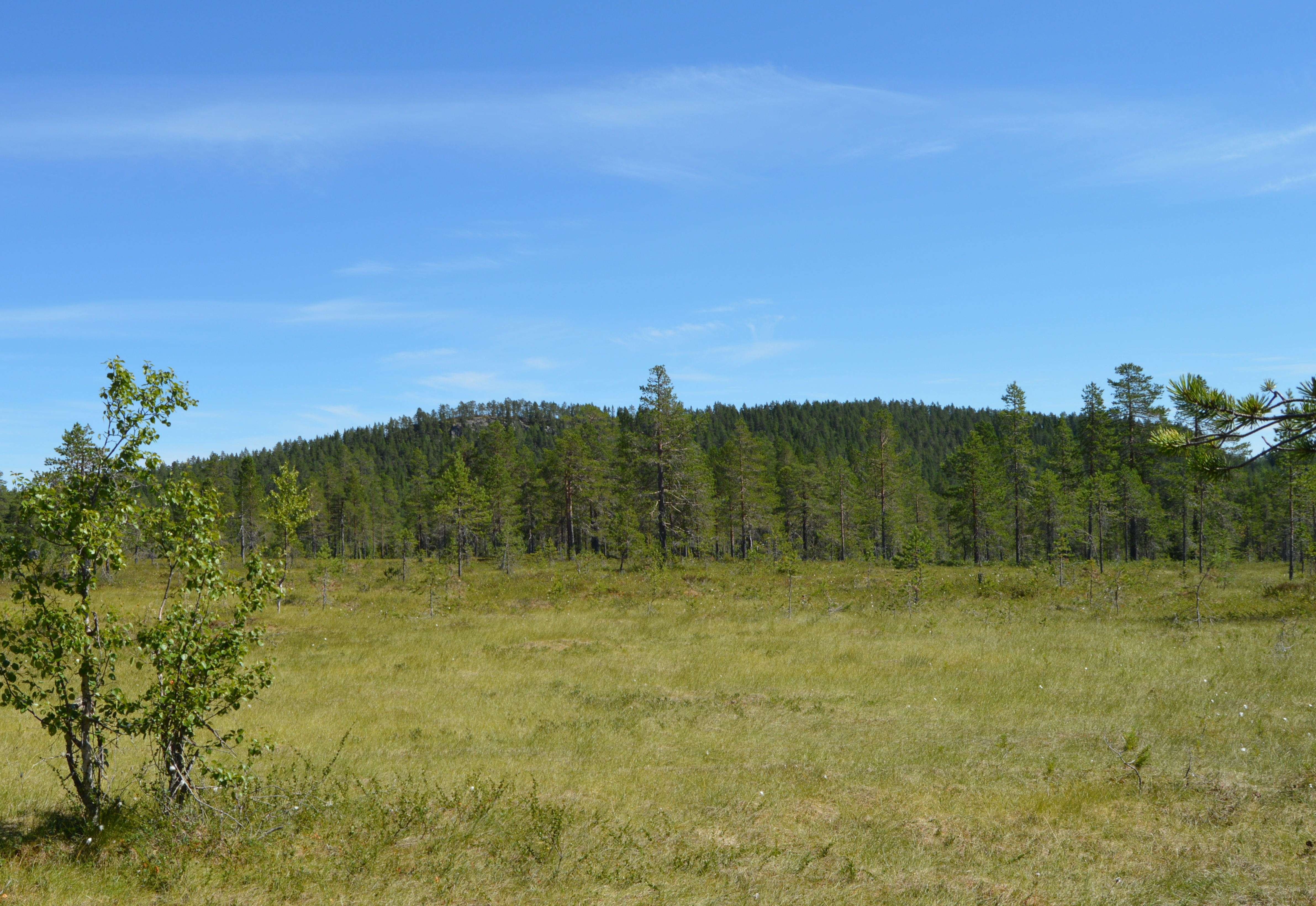

Vallarberget är ett berg i Lima distrikt, Malung-Sälens kommun, Dalarna, Sverige.